# Melanolophia flexilinea
Melanolophia flexilinea là một loài bướm đêm trong họ Geometridae.